# Har Oren
Har Oren (hebrejsky: הר אורן nebo הר ארן) je hora o nadmořské výšce 301 metrů v severním Izraeli.
Leží v západní části pohoří Karmel, cca 10 kilometrů jižně od centra Haify a cca 2 kilometry jihozápadně od vesnice Bejt Oren. Má podobu návrší se zalesněnými svahy, které na všech stranách přecházejí do rozsáhlejšího lesního komplexu. Na jižní a východní straně terén prudce klesá směrem do údolí vádí Nachal Oren, na vrcholové partii začíná vádí Nachal Megadim a svahy hory se zde pozvolna sklánějí do pobřežní planiny.
V prosinci 2010 bylo okolí hory postiženo lesním požárem, který zničil velkou část zdejších lesů a poškodil i vesnici Bejt Oren.